# Acción de Itata
La Acción de Itata fue un enfrentamiento en el marco de la guerra de Arauco, el 15 de enero de 1564 que enfrentó a los españoles y mapuches, y que concluyó con la victoria de los últimos.

## Antecedentes
En 1563, Pedro de Villagra, primo del fallecido Francisco de Villagra, fue nombrado gobernador interino. Ya con experiencia en la guerra se abocó a ganar tiempo con los indígenas tratando de hacer las paces, aunque presentía una tensa situación. Por tanto, tomó medidas para resguardar los emplazamientos ya realizados. Conocía que uno de los objetivos indígenas era sitiar Concepción, sin embargo, el invierno impidió la concentración del ejército indígena, y los mapuches se limitaron a asaltar las estancias, a robar el ganado, a destruir los sembradíos y a asesinar a los españoles y a los indios auxiliares que lograban sorprender, dispersándose cuando se les perseguía.
Con la intención de proteger la retaguardia, el Gobernador interino envió al Capitán Francisco de Vaca con treinta y seis hombres a proteger las estancias de las márgenes del Itata y cortar las fuerzas al mando del "toqui" Loble, que avanzaba a la cabeza de 3 000 "conas", amenazando las comunicaciones. Vaca llevaba instrucciones terminantes de no empeñar batalla en caso de encontrarse con ejércitos indígenas.

## Combate
Pese a la prohibición a Vaca atravesar el Itata para evitar su aislamiento y hacer más difícil su socorro, la orden fue desobedecida por éste. En la mañana del 15 de enero de 1564, Loble se dejó caer con cinco escuadrones sobre la orilla derecha del Itata, ante lo cual el capitán hispano, para evitar el cerco, contuvo a las columnas que avanzaban a su frente e inició la retirada que le costó cuatro hombres y numerosos heridos, con grandes pérdidas entre los auxiliares.
Loble, rápidamente, movió sus fuerzas y cortó la retirada a Vaca por la espalda. Imposibilitado para volver a cruzar el río y teniendo el enemigo en su punto más débil por su espalda, Vaca rompió el cerco por el norte y huyó dejando todos sus bagajes en poder del enemigo.

## Consecuencias
Los caminos que conducían a Concepción estaban cerrados por los indios. Buscando su salvación, los fugitivos se vieron forzados a replegarse sobre Santiago, a donde debieron sembrar la alarma y la consternación a su llegada el 25 de enero de 1564.
El caudillo mapuche Loble había conseguido su objetivo: separar las fuerzas españolas y aislar Concepción.